# خایمه روسون
خایمه روسون (اسپانیایی: Jaime Rosón‎؛ زادهٔ ۱۳ ژانویهٔ ۱۹۹۳) دوچرخه‌سوار اهل اسپانیا است.
از باشگاه‌هایی که در او آن رکاب زده‌، می‌توان به کاخا رورال-سگوروس رخا و تیم موویستار اشاره کرد.